# Iron Man (film 1931)
Iron Man è un film statunitense del 1931 diretto da Tod Browning con protagonisti Lew Ayres e Jean Harlow.
Nel 1951, la Universal ne produsse un remake con Jeff Chandler, Evelyn Keyes e Rock Hudson, diretto da Joseph Pevney.

## Trama
Dopo che il pugile dei pesi leggeri Kid Mason perde il suo incontro di debutto, la moglie Rose lo lascia per andare a cercar fortuna a Hollywood. Senza di lei, Mason si allena seriamente e inizia a vincere. Naturalmente, Rose torna nella sua vita, nonostante i dubbi del manager George Regan. Alla fine, Rose convince Mason a licenziare Regan e lo fa sostituire con il suo amante segreto Lewis, anche se l'uomo non ha quasi nessuna esperienza nel mondo del pugilato. A peggiorare le cose, l'alto tenore di vita di Mason e l'abbandono degli allenamenti minacciano seriamente la sua ultima difesa del titolo.